# Moivrons
Moivrons település Franciaországban, Meurthe-et-Moselle megyében. Lakosainak száma 532 fő (2022. január 1.). Moivrons Arraye-et-Han, Bratte, Jeandelaincourt, Leyr, Sivry és Villers-lès-Moivrons községekkel határos.

## Népesség
A település népességének változása:
| Lakosok száma | 307  | 366  | 379  | 364  | 471  | 481  | 500  | 511  | 516  | 532  |
|               | 1968 | 1982 | 1990 | 2006 | 2013 | 2015 | 2017 | 2019 | 2020 | 2022 |